# 李过折
李过折（？—735年），又作遇折、郁捷、李遇折，唐代契丹部落联盟首领。
他原为契丹松漠都督府衙官。和可突于分掌兵马，彼此不和，当时契丹依附突厥，与唐朝对抗，多次遭到唐军攻击。开元二十二年（734年）十二月，幽州长史兼御史中丞张守珪派遣管记王悔和李过折联络，王悔说服李过折归唐。李过折夜斩可突于、遥辇可汗屈烈数十人，献首级于唐，归降唐朝。将可突于的首级在开元二十三年（735年）正月，传至东都。唐玄宗拜李过折北平郡王，授特进，检校松漠都督府都督。赐锦衣一副、银器十事、绢綵三千疋。唐玄宗敕赞：“既立殊勋，又成大节，何其壮也。”当年，可突于余党泥礼以其“用刑残虐，众情不安”，弑杀李过折和他的儿子，屠灭其家，只有一子李剌于逃至安东都护府，唐朝拜为左骁卫将军。泥礼拥立遥辇氏迪辇组里为阻午可汗（唐名李怀秀）。
| 前任： 遥辇屈列 | 契丹首领 松漠都督府都督 734年—735年 | 繼任： 李怀秀 |